# Colom verdós de les Andaman
El colom verdós de les Andaman (Treron chloropterus) és una espècie d'ocell de la família dels colúmbids (Columbidae) que habita els boscos de les illes Andaman i Nicobar. Considerat sovint una subespècie de Treron pompadora.